# Операція Сіндур
Операція Сіндур (гінді ऑपरेशन सिन्दूर, англ. Operation Sindoor) — індійська військова операція на території Пакистану, що почалася 7 травня 2025 року з ракетних ударів по терористичній інфраструктурі Пакистану і території пакистанського Кашміру. Міністерство оборони Індії повідомило, що причиною операції став теракт у Пахалгамі, жертвами якого стали 26 осіб.
У перший день операції Індія атакувала 9 об'єктів на території Пакистану. Індія наголосила, що цілями не були об'єкти пакистанської армії. Повідомляється, що цілями ударів були керівники терористичних угруповань Джаїш-е-Мухаммад та Лашкар-е-Тайба.

## Передісторія
У квітні 2025 року сталася нова ескалація конфлікту через вбивство індійських туристів терористами в Джамму та Кашмірі. Число жертв становило 26 осіб, серед яких 25 громадян Індії та один громадянин Непалу.
Індія звинуватила в причетності до теракту Пакистан, проте Ісламабад заперечує це і називає звинувачення легковажними, позбавленими раціональності та такими, що суперечать логіці. Відповідальність за теракт взяло на себе терористичне угруповання Фронт опору.
Після теракту прем'єр-міністр Індії Нарендра Моді пообіцяв, що Індія виявить, відстежить і покарає кожного терориста та їхніх покровителів. Індія закрила прикордонний пункт Аттарі-Вагах та припинила видачу віз громадянам Пакистану, анулювавши вже видані візи. Індія також призупинила дію договору про води Інду 1960 року. У відповідь Пакистан закрив повітряний простір для індійських авіакомпаній та призупинив торговельні відносини з Індією.
29 квітня Моді заявив, що Міністерство оборони Індії має повну свободу у прийнятті рішень про спосіб, цілі та терміни відповіді на теракт у Пахалгамі.

## Хід операції
У ніч проти 7 травня 2025 року, індійська армія заявила про проведення операції Сіндур. Метою операції стало знищення терористичної інфраструктури Пакистану. Міністерство оборони Індії заявило, що причиною операції став теракт у Пахалгамі, і що з Пакистану планувалися і прямували терористичні атаки.
Відразу після початку операції індійська влада зв'язалася з представниками Росії, США, Великої
Британії, Саудівської Аравії та ОАЕ, щоб повідомити про початок операції.
У перший день операції завдано ударів по дев'яти об'єктах на території Пакистану, проте які саме об'єкти — не уточнюється. Індійські джерела пишуть, що цілями ударів були керівники терористичних угруповань Джаїш-е-Мухаммад та Лашкар-е-Тайба. Індія наголосила, що об'єкти пакистанської армії не є цілями для ударів. Зазначається, що удари завдаються по терористичній інфраструктурі Пакистану і по спірних регіонах Джамму та Кашмір, звідки, як заявляє Міністерство оборони Індії, скеровувалися терористичні атаки.
Associated Press з посиланням на пакистанські джерела пише, що Індія запустила три ракети по пакистанському Кашміру і провінції Пенджаб. Одна з них влучила в мечеть у Бахавалпурі. Повідомляється, що внаслідок атаки загинула дитина, а двоє мирних жителів зазнали поранень.
Гендиректор ІСПР (підрозділ Збройних сил Пакистану зі зв'язків зі ЗМІ та громадськістю) Ахмед Шаріф Чаудрі повідомив, що в місті Котлі загинуло двоє мирних жителів внаслідок індійського ракетного удару. Також відомо, що у Східному Ахмадпурі постраждало 12 людей. Чаудрі повідомив про удари по мечетях у Східному Ахмадпурі, де загинуло 13 людей, і Музаффарабаді, де загинуло троє осіб і поранено двох дітей.
Влада Пакистану закрила повітряний простір на 48 годин, але вранці 7 травня польоти в аеропортах Карачі та Лахора відновили.
У відповідь на атаки збройні сили Пакистану завдали удару по прикордонних територіях Індії в Кашмірі й уразили штаб бригади індійських збройних сил. Пакистан заявив, що збито п'ять індійських винищувачів.

## Реакція

### США
Президент США Дональд Трамп назвав зіткнення ганьбою, висловив жаль і надію на якнайшвидше врегулювання.
Державний секретар США Марко Рубіо заявив, що уважно стежить за ситуацією, і висловив сподівання на якнайшвидше врегулювання.

### ООН
Генеральний секретар ООН Антоніу Гутерреш висловив серйозне занепокоєння у зв'язку з військовими операціями Індії на території Пакистану і закликав сторони до максимальної стриманості.

### Азербайджан
МЗС Азербайджану висловило стурбованість у зв'язку з ескалацією, засудило індійську операцію та закликало обидві сторони до стриманості.

### Росія
МЗС Росії висловило глибоке занепокоєння у зв'язку з ескалацією конфлікту Пакистану та Індії, засудило будь-які акти тероризму, закликало сторони до стриманості та висловило надію на мирне врегулювання.